# バール・シェム
バール・シェム（Baal Shem）は、エルネスト・ブロッホが1923年にクリーブランドで作曲したヴァイオリンとピアノのための作品。1939年にはヴァイオリンと管弦楽のために編曲された。
作品の表題は、ハシディズムの創始者バアル・シェム・トーブに着想を得ている。  
ブロッホによって書かれたヴァイオリン協奏曲とヘブライ組曲を含む3作品の譜面は、ヘブライに霊感を得ている。
作品は母親に献呈され、原曲はアンドレ・リブピエールのために書かれた。
第1部は1923年5月24日、アンドレ・リブピエールにより書かれ、翌年2月6日、同アーティストにより初演された。管弦楽版の初演はレジナルド・ステュアート指揮ニューヨーク交響楽団、ヨゼフ・シゲティのヴァイオリン独奏により行われた。

## 楽器編成

### ピアノ版
ヴァイオリン、ピアノ

### 管弦楽版
独奏ヴァイオリン、フルート2(ピッコロ持ち替え)、オーボエ2、ホルン4、オーボエ2、トランペット3、クラリネット2、ファゴット2、ティンパニ3、シンバル、トライアングル、ハープ、チェレスタ、弦五部

## 楽曲構成
- Vidui (懺悔)
- Nigun (即興)
- Simchas Torah (歓喜)

## 参照サイト
- Baal Shem - ウェイバックマシン（2004年11月6日アーカイブ分）